# Área de gobierno local
Un área de gobierno local (AGL, o LGA por sus siglas en inglés) es una división administrativa de un país del que es responsable un gobierno local. El tamaño de una AGL varía según el país, pero generalmente es una subdivisión de un estado, provincia, división o territorio.
La frase se usa en el Reino Unido para referirse a una variedad de divisiones políticas, como barrios, condados, autoridades unitarias y ciudades, todas las cuales tienen un consejo u organismo similar que ejerce cierto grado de autogobierno. Cada uno de los cuatro países constitutivos del Reino Unido tiene su propia estructura de gobierno local, por ejemplo, Irlanda del Norte tiene distritos locales; muchas partes de Inglaterra tienen condados no metropolitanos que consisten en distritos rurales; Londres y muchas otras áreas urbanas tienen barrios; hay tres consejos de islas frente a la costa de Escocia; mientras que el resto de Escocia y todo Gales están divididos en condados de autoridad unitaria, algunos de los cuales están oficialmente designados como ciudades. Como tal, el término área de gobierno local es una etiqueta genérica conveniente que se refiere a todas estas autoridades y las áreas bajo su control.
El término es particularmente común en Australia, donde es sinónimo de "municipio". Las autoridades del gobierno local en todo el país tienen funciones y poderes similares, pero tienen diferentes designaciones oficiales en diferentes estados, y según sean urbanas o rurales. La mayoría de los municipios urbanos en todos los estados son "ciudades". Muchos en Australia Occidental son oficialmente "ciudades", incluso dentro del área metropolitana de Perth. Muchas áreas rurales en Queensland, Nueva Gales del Sur, Victoria y Australia Occidental son "condados", mientras que las zonas rurales en Australia del Sur tienen "consejos de distrito", y los de Tasmania usan oficialmente el título de "municipio".
El "área del gobierno local" también es una designación oficial en Gambia y Nigeria.